# The Amazing Race
The Amazing Race ("La Gran Carrera" y conocida en España como "El Gran Reto") es un Reality Show, múltiple ganador de los premios Emmy.
Normalmente es emitido en episodios de una hora, donde equipos de dos o cuatro miembros corren alrededor del mundo en competencia contra otros grupos o parejas.
El programa es presentado por CBS y fue emitido por AXN en Latinoamérica. Se lleva emitiendo desde el año 2001 y recientemente terminó su trigésimo sexta temporada.
"The Amazing Race" es producido por Earthview Inc. junto con la compañía productora de Bertram van Munster y Elise Doganieri; así como por Bruckheimer Television para la CBS y Touchstone Television (haciéndolo técnicamente un show de Disney en forma parcial).
El show es conducido por el neozelandés Phil Keoghan. Fue creado por Elise Doganieri y Bertram van Munster, y ha sido premiado con el Emmy del "Primetime" (la franja horaria con mayor audiencia) en la categoría "Programa Sobresaliente de Reality/Competencia" desde que la categoría fue creada en 2003 hasta 2009.
En octubre de 2005, CBS decidió conceder franquicias de "The Amazing Race" a otros países. Buena Vista International Televisión - Asia Pacífico (BVITV-AP) y AXN Asia de Sony Pictures Televisión anunciaron ese mismo mes una edición asiática del reality, dado a conocer como The Amazing Race Asia. Las postulaciones se empezaron a recibir desde febrero hasta el final de marzo de 2006. Las filmaciones empezaron en junio. Su primera temporada se estrenó el 9 de noviembre de 2006 y terminó el 1 de febrero de 2007. A finales del 2007 empezó la segunda temporada.
Adicionalmente, AXN de Europa Central anunció una versión del show durante el 2005, que iba a llamarse The Amazing Race Central Europe y, aunque las postulaciones ya estaban cerradas y se esperaba que las filmaciones se hicieran en 2006, el show fue cancelado.
The Amazing Race: All-Stars se emitió desde el 18 de febrero de 2007, con un estreno de solo una hora a las 8:00 p. m.

## Concepto

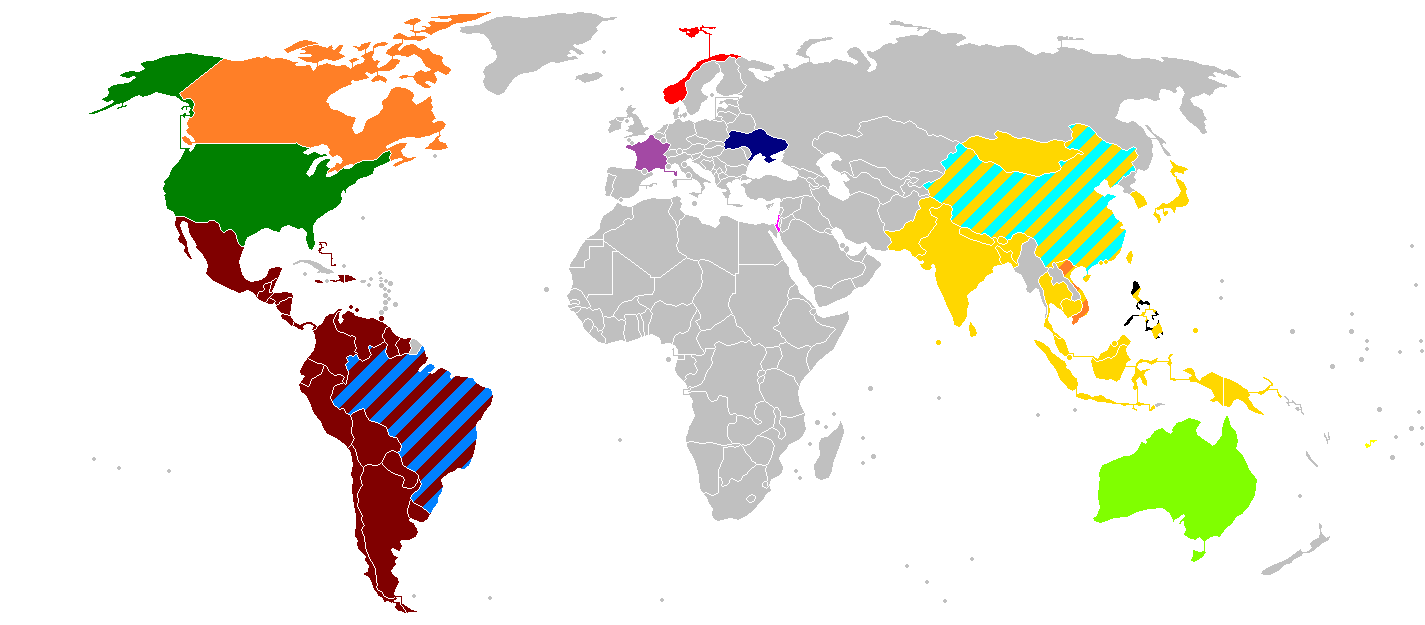
Países y zonas con su propia versión de The Amazing Race
The Amazing Race (US)
The Amazing Race Asia
The Amazing Race Central Europe
The Amazing Race: A Corrida Milionária
HaMerotz LaMillion
The Amazing Race Latinoamérica
The Amazing Race: China Rush

La idea original para The Amazing Race comenzó como una apuesta entre los productores actuales Elise Doganieri y Bertram van Munster cuando van Munster desafió a Doganieri a desarrollar un concepto para un show de televisión en menos de 5 minutos, mientras estaban en una convención de negocios. Con la sugerencia de Doganieri de una carrera alrededor del mundo, los dos pulieron el concepto y lo vendieron a la CBS.
El formato actual de The Amazing Race, en su mayoría, no ha cambiado desde la primera temporada. La carrera utiliza el sistema de eliminación progresiva. El último equipo en llegar a una parada o punto de control (Pit Stop) deja el juego. La carrera comienza en una ciudad de Estados Unidos. Los equipos deben entonces seguir pistas e instrucciones, y crear su propio camino hasta los puntos de control en diferentes lugares, alrededor del mundo. Finalmente, la carrera regresa a los Estados Unidos, donde se encuentra la meta. 
A lo largo del camino, los participantes realizan tareas que representan la cultura del país o ciudad en la que se encuentran. Las tareas incluyen Desvíos (Detours), una opción entre un par de tareas de diferentes dificultades, y Retenes (Roadblocks), una tarea que puede ser únicamente hecha por un solo miembro del equipo. Además, existen otras pruebas adicionales como el Avance Rápido (Fast Forward), que permite a un equipo saltarse todas las tareas que quedan en esa etapa e ir directamente al punto de control, o un Ceda el Paso (Yield), que consiste en retrasar a otro equipo por un corto tiempo. Los equipos compiten con posesiones limitadas y reciben una cantidad de dinero para costear el viaje, excepto para billetes de avión, los cuales son pagados por tarjetas de crédito concedidas por la producción.

## La carrera

### Los equipos
Cada uno de los once equipos (doce en las temporadas 3, 4, 10 y 10 en la Temporada 8) de "The Amazing Race" está compuesto de dos individuos que tienen algún tipo de relación entre sí. La temporada 8 fue una edición familiar, en la cual cada equipo estaba conformado por cuatro miembros, pero la temporada 9 regresó al formato de equipos de dos personas.
Los equipos representan una extensa demografía de diferentes edades, razas, orientaciones sexuales y relaciones personales. Todos los concursantes deben tener al menos 21 años de edad, excepto en la temporada 8, en la cual la edad mínima era de 8 años. Los equipos han incluido parejas casadas desde hace mucho tiempo, hermanos (incluyendo gemelos), padre/hijo, amigos (compañeros de habitación, exparejas, hermanos de fraternidad, amigos platónicos, amigos de la secundaria, amigos de toda la vida, etc.), compañeros enamorados (tanto heterosexuales como homosexuales), y parejas separadas o comprometidas anteriormente. Los compañeros de equipo deben competir juntos mientras participen en la carrera; no pueden separarse (excepto cuando ciertas pruebas les obligan a hacerlo temporalmente) o continuar el uno sin el otro. Si algún miembro del equipo llega a estar herido y es incapaz de terminar la carrera, el equipo debe abandonar el programa.
Muchos aspectos de la producción - casting, publicidad, estrenos, y las discusiones de Phil con los equipos eliminados- hacen un fuerte énfasis en los efectos de la carrera sobre la relación. Las clases de posibles efectos, sin embargo, han estado limitadas por otros aspectos relacionados con la duración y el tipo de relación entre los competidores.

#### Duración y Exclusividad
Originalmente, la carrera requería que los miembros de los equipos se conocieran desde al menos hace tres años. Adicionalmente, los competidores de diferentes equipos no podrían tener relación previa con los competidores de los demás equipos. Sin embargo, los productores han mostrado más clemencia y han cambiado estas reglas en las recientes entregas de la competencia. Por ejemplo, Kris y Jon de la temporada 6 se conocían desde hacía un año, y varios participantes de la temporada 5 habían competido previamente contra otros en un concurso de belleza (Nicole de hecho venció a Christie por el título de Miss Texas USA en 2003.)

#### Tipo y naturaleza
Salvo por aquellas excepciones mencionadas arriba (ej., Kris and Jon de la Temporada 6), cada equipo ha tenido una relación preexistente, la cual ha sido, o intensamente o principalmente personal. Ninguno de los equipos ha tenido una relación profesional - tal como profesor/estudiante, doctor/paciente, negociante/cliente, o consejero/orientado. De esta manera, no ha habido la oportunidad de ver cómo una relación podría "construirse" durante la competencia, desde una conexión fuerte pero menos personal a algo íntimo e intenso. En lugar de eso, en la carrera se muestra el fortalecimiento o el debilitamiento únicamente de relaciones personales "existentes" - y a menudo se retrata, al menos, la "amenaza" de debilitamiento, por lo menos en ediciones construidas con suspenso en posproducción, en lugar que la posibilidad de algo nuevo.

### Dinero
Al comienzo de cada etapa de la carrera, los equipos reciben una cantidad determinada de dinero en efectivo, con su primera pista.
Este dinero es entregado usualmente en dólares estadounidenses sin tener en cuenta la localización actual de la carrera. La única excepción fue durante la etapa 4 de la temporada 10, donde el dinero les fue dado en moneda local. La cantidad varía de etapa a etapa, variando desde un dólar hasta cientos de dólares. En las temporadas 1 y 10, a los equipos no les fue asignada ninguna cantidad de dinero durante una de las etapas, y en la temporada 4, a los equipos les fue dado sólo un dólar para cada una de las dos etapas finales. En la etapa 3 (Mongolia-Vietnam) de la Temporada 10, los equipos tuvieron que ganar su propio dinero vendiendo flores en un Retén (Roadblock). Durante la carrera, todos los gastos (comida, transporte, alojamiento, entrada a alguna atracción turística, suministros) deben ser adquiridos con lo que tengan disponible. La excepción a esto es la adquisición o compra de los billetes de avión (y, en la Temporada 8, para compra de gasolina), los cuales los equipos pagan usando una tarjeta de crédito que les es suministrada por el programa. Cualquier dinero que sobre después de una etapa de la carrera puede ser usado en etapas posteriores.
Desde la Temporada 5 a la Temporada 9, los equipos eran penalizados por terminar últimos en una etapa no-eliminatoria: eran forzados a entregar todo el dinero recolectado, no les darían en la etapa posterior y (desde la temporada 6) tendrían que empezar la siguiente etapa con cero dólares a su nombre. Para más sobre esta penalización, vea Etapas no-eliminatorias.
Si un equipo gasta todo su dinero, ó se lo han quitado en una ronda no-eliminatoria, ellos deben tratar de conseguir más dinero de alguna forma que no viole las leyes locales. Esto incluye: pidiendo dinero prestado de otros equipos, rogando o suplicando a personas del lugar, o vendiendo sus posesiones (Ej: Toni & Dallas, y, Andrew & Dan, Temporada 13). Una regla que fue aclarada en la Temporada 7 es que los equipos no pueden pedir dinero en los Aeropuertos de Estados Unidos. Adicionalmente, en la Etapa 3 (Mongolia-Vietnam) de la Temporada 10, no les permitieron a los equipos pedir o vender artículos a cambio de dinero, ya que en esta etapa ganaron su dinero en el Roadblock y además es la primera vez que los equipos comenzaron la Etapa con 0$ a su nombre.
Anteriores equipos han también informado de la existencia de un fondo de dinero de emergencia que es llevado por su equipo de sonido y cámara que solo puede ser usado en extremas circunstancias, pero generalmente no como un medio para pagar alguna actividad relacionada con la competencia. Sin embargo, la cantidad exacta no es conocida, ni las exactas circunstancias de cuándo puede ser usada.

### Los Indicadores de Ruta
Los Indicadores de Ruta son las banderas que señalan los lugares a donde los equipos deben ir. La mayoría de ellos están pegados a las cajas que contienen los sobres de pistas, pero algunas pueden señalar el lugar a donde los equipos deben ir para completar las tareas.
Los Señaladores de Ruta son siempre de color amarillo y rojo, con las siguientes excepciones:
- Los Indicadores de Ruta originales usados en la Temporada 1 eran de color amarillo y blanco. Los colores actuales (adicionado con rojo) fueron adoptados en las temporadas posteriores, de modo que los equipos tendrían mejor suerte para divisarlos.
- Durante la Temporada 3, la producción visitó Vietnam; mientras estaban allí, las banderas usadas eran de un amarillo fuerte, para evitar confusión con la anterior bandera Vietnam del Sur,[5] la cual difiere de la actual bandera de Vietnam. La bandera de la actual Vietnam del Sur es usada como la bandera "oficial" de algunas comunidades Vietnamitas expatriadas en los Estados Unidos,[6] y es algo de vestigio de la Guerra de Vietnam. Es un tema potencialmente político volátil, y los productores evitaron sabiamente la comparación involuntaria usando el esquema de color amarillo sólido sin rayas rojas. En la Temporada 10 cuando el show visitó Vietnam, las banderas fueron amarillas con blanco.
- Las Indicadores de Ruta de la Temporada 8 eran de color amarillo, blanco, y negro.

### Las Pistas

#### Información de Ruta
Las pistas con Información de Ruta dan instrucciones a los equipos sobre a dónde ir después. La pista usualmente sólo proporciona el nombre del siguiente destino del equipo; depende de ellos resolver cómo llegar allí. Sin embargo, la pista puede hacer especificaciones acerca de cómo los equipos deben viajar. Por ejemplo, la primerísima pista de la carrera específica qué vuelos pueden tomar los equipos. Además, los equipos pueden estar exigidos a tomar un transporte público, manejar un carro señalado u otro vehículo, o caminar, de acuerdo a las instrucciones de la pista.
Las pistas con Información de Ruta pueden dar instrucciones a los equipos para ir a varios tipos de localizaciones, incluyendo una localización específica en otra ciudad o país, otra localización dentro de la ciudad en la que los equipos están presentes en ese momento, la Parada (Punto de control) de la Etapa, y la meta de la carrera (Finish Line).
En la primera temporada y en ocasiones en la segunda, la caja de pistas contenía exactamente el mismo número de pistas que de equipos compitiendo, así que un equipo era capaz de suponer en qué lugar iban ellos hasta el momento. En temporadas posteriores, la caja de pistas ha incluido un número variable de pistas (ubicadas por localizadores, que hay cerca de cada caja de pistas, justo antes de que los competidores lleguen a la caja) así que un equipo usualmente no puede determinar su actual posición al contar las pistas que quedan dentro de la caja.

#### Desvío (Detour)
Un desvío es una elección entre dos tareas, cada una con sus propios pros y contras. Los equipos deben completar satisfactoriamente una de las tareas descritas en la pista para poder recibir la siguiente. Los participantes deciden cuál desvío desean realizar.
Una tarea es típicamente una opción fácil que toma más tiempo en completar, mientras que la otra es usualmente una opción difícil o aterradora que puede ser terminada rápidamente. En las temporadas más recientes, la tendencia ha sido hacia Desvíos los cuales ofrecen menos elecciones bien definidas. A menudo, puede haber algún grado de suerte involucrada con la opción "más fácil", tal que un equipo pueda lograr la tarea más rápido que si hubieran tomado la opción más rápida, más dura, y más riesgosa. Si un equipo elige cambiar las tareas del desvío parcialmente terminado, no hay penalización, con excepción de tiempo naturalmente perdido. A veces ha habido desvíos en donde todos los equipos eligieron la misma tarea. Si un equipo no puede realizar ninguna de las opciones del Desvío, afrontarán una penalización de 6 horas.

#### Obstáculo (Roadblock)
Un Obstáculo (también llamado bloqueo) es una tarea que sólo un miembro del equipo puede realizar. Antes de encabezarse en un Obstáculo, los equipos leen una pista vaga acerca de la tarea que viene, como por ejemplo, "Who's really hungry?" ("¿Quién está realmente hambriento?") (para un desafío de comer huevos de avestruz), o "Who wants to get down and dirty?" ("¿Quién quiere agacharse y ensuciarse?") (para una tarea que involucra hacer ladrillos de barro). A menudo un equipo puede comprender la tarea específica observando sus alrededores, usando el sentido común, o incluso viendo a los otros equipos que ya están realizando la tarea de Obstáculo. Entonces, ellos deben decidir qué miembro del equipo sería el más conveniente para completarla. Una vez la elección es tomada, los compañeros de equipo no pueden cambiar de roles.
A partir de la Temporada 6, cada miembro del equipo puede completar sólo un máximo de seis Obstáculos a lo largo de toda la carrera. Puesto que hay normalmente doce Obstáculos en la carrera, esta regla fuerza a cada equipo a dividirse los Obstáculos en la misma cantidad entre los dos miembros (a menos que un equipo use un Avance Rápido para omitir un Obstáculo, en tal caso la división de los Obstáculo entre los miembros del equipo puede ser 6-5).
En contraste, la Temporada 5 presentó tres equipos que dividieron los Obstáculos 11-1 o 10-1. El límite de 6 Obstáculos fue omitido para la Temporada 8; adicionalmente, ese formato de la temporada de cuatro miembros por equipo requirió que algunos Obstáculos fueran completados por dos personas. Un Obstáculo es presentado (aunque, en algunos episodios, no emitido) en cada etapa de la carrera, excepto en la primera. En la Temporada 1, incluso la primera etapa tuvo un Obstáculo, pero no fue emitido originalmente; este Obstáculo está incluido en la publicación de DVD.
A causa del Obstáculo de la etapa 1 de la Temporada 10, siendo esta la primera vez que se realiza un obstáculo en la primera etapa de la Carrera y que se emita en el programa, un solo miembro del equipo podría hacer un máximo de 7 obstáculos, en lugar de los usuales 6 (como lo ha sido desde la 6° Temporada).

#### Avance Rápido (Fast Forward)
El Avance Rápido permite al primer equipo que lo encuentre y logre completarlo, omitir todas las tareas restantes de esa etapa de la carrera y proceder directamente a la Parada. Para encontrar el Avance Rápido, el equipo debe realizar la tarea descrita en la pista de Avance Rápido, la cual es encontrada junto con una pista regular en una de las Señales de Ruta.
Sólo un equipo puede ganar la pista del Avance Rápido. Cualquier equipo que no pueda cumplir con la tarea habrá perdido su tiempo y deberá reanudar dónde consiguieron la pista de Avance Rápido. Puesto que cada equipo puede utilizar solamente un Avance Rápido durante la carrera entera, ellos deben decidir cuando es más ventajoso usarlo. Originalmente, los Avances Rápidos eran ofrecidos en cada etapa de la carrera (siempre que hubiera al menos un equipo restante que no hubiera usado uno). Comenzando la Temporada 5, el número de Avances Rápidos fue reducido a dos en toda la carrera y en la Temporada 14 fue reducido a una en toda la carrera. En el evento de que un Avance Rápido no hubiera sido usado por ningún equipo en una etapa, la tarea involucrada no era mostrada.
Un Avance Rápido usualmente ocasiona que el equipo llegue primero a la Parada, pero esto no lo garantiza. En la historia del show, dos equipos que ganaron un Avance Rápido aún llegaron últimos a la Parada. Joe and Bill durante la Temporada 1 llegaron últimos pero no fueron eliminados, debido a una penalización a Nancy y Emily. Dennis y Andrew durante la Temporada 3 fueron eliminados. Similarmente, las esposas de la NFL Mónica y Shree de la Temporada 4 obtuvieron el Avance Rápido pero sólo ocuparon el cuarto lugar en la primera etapa (detrás de una alianza de tres equipos que empataron en el primer lugar, la única vez que esto ha ocurrido en la carrera). Chip y Kim, Freddy y Kendra, la familia Linz, Eric y Danielle, y TK y Rachel son los únicos equipos que han ganado sin usar un Avance Rápido.

#### Yield (Ceda el Paso)
El Ceda el paso, el cual fue introducido en la Temporada 5, permite que cualquier equipo fuerce a otro equipo a parar la carrera por una cantidad predeteminada de tiempo. Para hacer esto, un equipo ubica la foto del equipo que deseen que ceda el paso sobre la señal de Ceda el Paso (encontrado cerca de una de las Señales de Ruta). Cuando el equipo forzado a ceder el paso llegue a "Ceda el Paso", ellos deben darle la vuelta a un Reloj de arena encontrado en la señal de Ceda el Paso y esperar que toda la arena drene al lado vacío del Reloj antes de poder continuar. Cada equipo recibe un sobre con su sticker de "por gentileza de" (el cual va en la esquina inferior-derecha de la señal de Ceda el Paso), y si el sobre de un equipo se pierde, ese equipo pierde todo el poder de usar cualquier futuro Ceda el Paso. Equipos como Linda y Karen (Temporada 5) y Joseph y Mónica (Temporada 9) no pudieron usar el Yield, ya que ellos habían perdido el sobre en sus respectivas Carreras.
Como el Avance Rápido, cada equipo puede usar sólo un Ceda el Paso durante el juego, y sólo un equipo puede usar cada Ceda el Paso (A excepción de la Temporada 10). Sin embargo, cada equipo puede ser forzado a ceder el paso por otros equipos una cantidad ilimitada de veces. Comenzando la Temporada 6, el número de Ceda el Paso fue reducido de uno en cada etapa a sólo tres en toda la carrera. También comenzando la Temporada 6, los equipos son advertidos acerca de un Ceda el Paso venidero en la pista inmediatamente precediéndolo. En la edición familiar, el show dijo que sólo habría dos Yields, pero hubo otro en la etapa 1 que no fue emitido.
La familia Weaver en la Temporada 8 fue el primer equipo en la historia de The Amazing Race en ser forzado a ceder el paso dos veces, una vez por la familia Paolo, y la otra vez por la familia Linz. Danielle y Dani fueron el primer equipo en ser forzados a ceder el paso y ser eliminados en la Temporada 9.

Durante la Temporada 10 hubo dos Yield, el primero (no transmitido) antes del Roadblock de la Etapa 4 (Vietnam), mientras que el segundo en la Etapa 11 (Marruecos) donde Dustin & Kandice usaron el Yield contra Lyn & Karlyn haciendo esta la tercera vez en la historia de The Amazing Race, que un equipo que ha sido “yieldiado” ha ocupado una mejor posición del equipo que usó el Yield: En la 6.ª Temporada, Freddy & Kendra ocuparon una mejor posición que Adam & Rebecca después de ser “yieldiados” por ellos, y en la 9.ª Temporada, Joseph & Mónica ocuparon un mejor lugar que BJ & Tyler los ganadores. En la temporada All-Stars hubo 2 Yield, en la etapa 9 antes del Desvío, Dustin & Kandice le dieron el Yield a Eric & Danielle, en la etapa 11 antes del Obstáculo, Dustin & Kandice le dijeron a Oswald & Danny que por $45 dólares tenían que darle el Yield a Eric & Danielle, ellos aceptaron la oferta y ellos llegaron de últimos pero la etapa no era eliminatoria. A partir de la temporada 12 es sustituida por el Retorno, pero es usada en las versiones extranjeras. 

#### U-Turn (Retorno)
El Retorno aparece desde la temporada 12 como un sustituto del Ceda El Paso, tiene un formato similar a su antecesor, se pone después de un Desvío y su función es hacer que el equipo afectado realice el desvío que no hizo. Además, como su predecesor, se pone la foto del equipo afectado y la afectadora en la casilla de Por Cortesía de. Cada equipo recibe un sobre con su sticker de "Por Cortesía de" (el cual va en la esquina inferior-derecha de la señal de Retorno), y si el sobre de un equipo se pierde, ese equipo pierde todo el poder de usar cualquier futuro Retorno. Como el Ceda el Paso, cada equipo puede usar sólo un Retorno durante el juego, y sólo un equipo puede usar cada Retorno (a excepción del Doble Retorno). Sin embargo, cada equipo puede ser forzado a retornar por otros equipos una cantidad ilimitada de veces. Sin embargo, si la pareja afectada por el Retorno va adelante de la pareja que coloca el retorno, o está realizando un Avance Rápido, el retorno queda nulificado.
El Retorno tiene dos variaciones:
- Retorno a Ciegas: Usando este retorno, nadie sabrá qué equipo fue la que uso ya que no tiene la casilla Por Cortesía de (Usada por primera vez en la temporada 14).
- Doble Retorno: Este retorno tiene la característica de que 2 equipos retornan a otros 2 equipos. Los equipos no pueden retornar dos veces a un mismo equipo. Un equipo víctima del retorno puede retornar a otro equipo (siempre que haya un casillero disponible) antes de realizar la otra opción del desvío (Usada por primera vez en la temporada 17).

### Paradas o paradas en ruta
Las Paradas son el destino final en cada etapa de la carrera. Cada Parada es un periodo de descanso obligatorio, el cual permite a los equipos comer, dormir, y mezclarse unos con otros. El elenco de producción provee comida libre de cobros a los equipos en las Paradas (la comida durante las etapas deben ser compradas con el dinero que reciben los equipos). Durante la Parada, los equipos también son entrevistados para proveer comentarios y voces de fondo (como las palabras habladas en los anuncios de TV por una persona que no es vista) para la etapa terminada. Los equipos son saludados en las Paradas por Phil, excepto en la Temporada 1, donde una persona del lugar los saludaba y Phil estaba allí solo para eliminar al último equipo en llegar, o para decirles que es una etapa no-eliminatoria. Las eliminaciones han ganado en sí mismas el nombre de "Philimination" ("algo así como Philiminación) en la comunidad fanática de The Amazing Race, una palabra compuesta formada al fusionar el nombre del presentador y la palabra "eliminación".
Los Equipos parten hacia la siguiente etapa de la carrera a la hora en que ellos llegaron más doce horas. Mientras un equipo llega a las 12:00 p. m. partirán a las 12:00 a. m., la cantidad total de tiempo de descanso puede ser más de doce horas, en cuyo caso la Parada se extiende por incrementos de 24 horas, tal como un día y doce horas (36 horas).
El último equipo en llegar a la Parada es eliminado, a menos que esa etapa de la carrera sea una de las predeterminadas etapas no-eliminatorias (ver abajo). En algunas etapas, el primer equipo en llegar gana un premio tales como unas vacaciones o una cámara, la cual reciben al terminar la carrera. En la Temporada 6, los premios eran dados a los ganadores de cada etapa. En la Temporada 7, el dinero en efectivo y premios como automóviles fueron otorgados por primera vez en algunas etapas; a diferencia de la temporada 6, sin embargo, al menos dos etapas no tuvieron premio para otorgar. Los ganadores de la tercera etapa en la Temporada 8 ganaron gasolina gratis de por vida, de PB y ARCO. (específicamente, $1200 de gasolina al año por 50 años, lo cual es $60,000 por ganador). En la Temporada 2 el premio por vencer en las últimas etapas eran viajes gratuitos por cortesía del anunciante American Airlines.
Los equipos normalmente completan todas las tareas y llegan a la Parada antes de que ellos sean eliminados. Ocasionalmente, en una etapa eliminatoria, si todos los otros equipos han llegado a la Parada y el último equipo está muy lejos, detrás de ellos, las Señales de Ruta pueden darles instrucciones para ir directamente a la Parada sin completar el resto de la etapa (Peggy y Claire, Shola y Doyin, Mary y Peach, todos de la Temporada 2, Michael y Kathy y Andre y Damon en la Temporada 3, Peter y Sarah en la Temporada 10 y, Uchenna y Joyce en la Temporada All-Stars). Además, el presentador Phil Keoghan puede salir a la localización del equipo para eliminarlos si ellos no pueden o no finalizan una tarea (Marshall y Lance, Temporada 5, Lena y Kristy, Temporada 6, Toni y Dallas, Temporada 13).

#### 'To Be Continued' Stops
La Temporada 6 introdujo la primera etapa con doble duración, mostrada en dos episodios. El episodio televisado terminó sin una parada con un mensaje de Continuará. La segunda mitad de la etapa incluyó un segundo Desvío y un segundo Bloqueo. Las temporadas 7 y 9 tuvieron otra, esta vez con los equipos encontrándose con el presentador Phil Keoghan en la usual alfombra de Parada en un punto a mitad de camino, solo para entregarles la siguiente pista en lugar de recibirlos en una Parada. La temporada 8 también tuvo una etapa con doble duración, la cual funcionó de la misma manera que en la temporada 6; adicionalmente, las últimas dos horas tomaron lugar en una etapa de doble duración. La temporada 10 fue la primera que no tuvo a Phil dándoles las pistas, sino que dentro de ella decía "KEEP RACING!!!".
Si has visto previas temporadas, es fácil identificar esto porque los equipos leerán una pista como "Go greet Phil at the mat" ("Vayan a saludar a Phil en la estera") en vez de "Check into the next pit stop." ("Vayan a la próxima Parada").

#### La alfombra
Cuando un equipo llega a la Parada, todos los participantes deben pararse sobre la alfombra al frente de Phil y de una persona local que represente al país en el que están actualmente (excepto en la primera temporada) Un equipo está registrado oficialmente cuando todos los participantes tienen los pies sobre la alfombra; esto se hace para evitar que el equipo se separe.
En Temporada 1, las alfombras de las Paradas, representaban a las culturas locales. En Temporada 2 y Temporada 3, eran negras con el borde amarillo. Comenzando Temporada 4, destacarían un mapamundi decorado. En la Temporada 8 las alfombras eran negras con el borde amarillo con blanco. (Como excepción, ver The Amazing Race 6 In-Race Trivia.) La Línea de la Meta Final se encuentra en una alfombra roja elevada, con el logo ampliado de The Amazing Race sobre ella y en la que están esperando todos los concursantes que fueron eliminados en esa temporada.

### Etapas no-eliminatorias
(Estas etapas, al parecer, son eliminadas en la nueva temporada Temporada 12 en Estados Unidos)
simplemente para resumir si es una etapa no eliminatoria en la siguiente ronda el equipo debe llegar primero o si no cuando llegue debe esperar media hora y si el último no ha llegado sigue en la carrera pero si ya han llegado son eliminados.
La temporada 5 introdujo una penalización al equipo que llegara de último a la Parada en una etapa no-eliminatoria. A estos equipos les es exigido entregar todo el dinero que ellos acumularon a lo largo de la carrera. Adicionalmente, el último equipo en llegar comienza la siguiente etapa con cero dólares a su nombre, significando que ellos no reciben el dinero que les es dado a los otros equipos al comienzo de la etapa y no pueden recolectar dinero durante la Parada. Los equipos generalmente suplican a los residentes del lugar o incluso a los otros equipos durante la Parada para reponer sus reservas de dinero en efectivo.
Comenzando la Temporada 7 hasta la Temporada 9, la penalización por llegar de últimos durante una etapa no-eliminatoria llegó a ser más severa. Además de ser quitarles todo su dinero y comenzar la siguiente etapa sin ninguna cantidad permitida, los equipos eran forzados a entregar todas sus posesiones, excepto sus pasaportes y la ropa que llevaban puesta, por el resto de la carrera. Esto usualmente ocasionaba que los equipos, que creyeran que llegarían de últimos a la parada, se pusieran cada artículo de la ropa que ellos tenían, solo en caso de que fuera una etapa no-eliminatoria, contribuyendo a que se generara una vista algo cómica en los equipos en algunos casos.
Desde la Temporada 10 el equipo en llegar último a una etapa eliminatoria recibiría una penalización de 30 minutos si no llega primero en la siguiente Etapa, en caso de no llegar primero recibe dicha penalización y tendrá que esperar hasta que su tiempo termine para registrar en la Parada.
Luego, desde la Temporada 12 los equipos que llegaban últimos en una etapa no eliminatoria eran forzados a realizar el "Speed Bump" que es una tarea adicional a las demás que se realicen en una etapa que solo ese equipo debe realizar, de esa forma se retrasan en terminar todas las tareas y llegar a la parada por lo que requiere un doble esfuerzo

### Etapa final
Tres equipos compiten en la última etapa de la carrera. La primera parte de la etapa incluye destino (s) intermedios a donde los equipos deben viajar para completar una serie de tareas (Alaska, Estados Unidos Temporadas 1, 2, y 9; Hawái, Estados Unidos, Temporadas 3, 4, y 6; Calgary, Canadá, Temporada 5; Puerto Rico, Estados Unidos, Temporada 7; Montreal y Toronto, Canadá, Temporada 8) París, Francia, Season 10). La segunda parte de la etapa, tiene a los equipos viajando a un destino final, usualmente localizado en una ciudad muy importante de Estados Unidos. Los equipos restantes deben completar una o más tareas antes de recibir la pista que los dirigirá a la meta. En la meta, o en el punto final, el presentador Phil Keoghan y todos los equipos eliminados esperan que los equipos restantes lleguen.
El primer equipo que alcance la meta gana la carrera y el millón de dólares. Todos los otros equipos ganan menores cantidades de dinero en una escala descendiente basada en su orden final, como sigue.
| Puesto | Primero    | Segundo | Tercero | Cuarto | Quinto | Sexto  | Séptimo | Octavo | Noveno | Décimo | Undécimo | Duodécimo |
| Premio | $1,000,000 | $25,000 | $10,000 | $7,000 | $6,000 | $5,000 | $4,000  | $3,500 | $3,000 | $2,500 | $1,500   | $1,000    |

## Reglas y penalizaciones
Todos los equipos deben cumplir con las reglas impuestas al comienzo de la carrera. Así, el incumplimiento de ellas pueden ocasionar al tiempo penalizaciones, las cuales pueden afectar negativamente en la posición final en la etapa de la carrera en la que se encuentren. Aunque el set completo de las reglas oficiales no ha sido publicadas o reveladas al público, ciertas reglas han sido reveladas durante varias ediciones de la carrera:

### Reglas
- Los equipos deben adquirir billetes clase turista para el pasaje aéreo. A los equipos les es permitido tener un cambio mejor; el cambio a primera clase o a clase de negocios por la aerolínea, mientras ellos solo paguen una tarifa turista (Rob & Brennan y Frank & Margarita, Temporada 1; Reichen & Chip, Temporada 4; Ray y Deana, Temporada 7). Los boletos deben ser comprados con la tarjeta de crédito del equipo (entregada por el programa). La tarjeta de crédito no se puede utilizar para ningún otro fin. Para la Temporada 8, donde el transporte principal eran autos, a los equipos se les permitía comprar gasolina con la tarjeta.
- A los equipos no les es permitido contactar con amigos conocidos, con la familia, y con conocidos personales durante la carrera. Sin embargo, a los equipos les permiten estar en contacto y recibir ayuda de las personas que ellos conocen durante la carrera, tales como un agente de viaje. (Una excepción a esta regla ocurrió en la Temporada 3. A los equipos les ofrecieron un teléfono celular después de completar un Desvío. Como la página web de la CBS explica, "Ellos tuvieron la opción de hacer una llamada telefónica a sus seres queridos de casa antes de manejar hacia el castillo, en Suiza. Los equipos podían hablar por teléfono cuanto quisieran, pero tenían que terminar la llamada antes de subirse a sus carros.")
- Cuando es indicado, los equipos no pueden ayudar a otros equipos en los desafíos. (Gretchen dijo esto cuando ella fue ayudada por Uchenna con el bote en la Temporada 7). Si no, los equipos pueden ayudar a otros a completar tareas, como fue visto en la Temporada 8, donde muchos equipos tuvieron ayuda poniendo sus tiendas de campaña, y los equipos de los Linz y las Godlewski cooperaron en completar un Desvío.
- A los competidores les es prohibido fumar durante la carrera. Esto a veces ocasiona la actitud intratable de algunos concursantes, tales como Ian (temporada 3) quien dejó de fumar justo antes de la carrera.
- Para propósitos de filmación, se requiere generalmente que los miembros de los equipos estén separados 20 pies unos de otros, a no ser que una persona esté realizando un Retén.
- Los equipos pueden ser forzados a entregar sus mochilas y posesiones para requisar por el equipo de producción en cualquier momento.

### Penalizaciones y adiciones de tiempo
- La penalización habitual por infracciones menores a las reglas es de 30 minutos más la ventaja de tiempo adquirida (si hay alguna) por desobedecer la regla. Se conoce que la penalización se aplica a los siguientes casos:
  - Usar una forma prohibida de transporte. Ejemplos incluyen:
    - Tomar un taxi cuando la pista específica caminar (Heather & Eve, Temporada 3; Reichen & Chip, Temporada 4; Mark & Bill, Andrew & Dan, Temporada 13, y, Michael & Kevin; Chad & Stephanie, Temporada 17).
    - Tomar un taxi o un bus cuando la pista específica tomar una tren (Frank y Margarita, y, Joe y Bill, Temporada 1; BJ y Tyler, Ray y Yolanda, Temporada 9, Brook y Claire, Temporada 17). Es interesante ver que la penalización de tiempo cobrado a los equipos anteriormente citados en la Temporada 9 fue solo de 15 minutos a diferencia de los normales 30 minutos; esto es probablemente debido al hecho de que estos equipos realmente perdieron tiempo tomando la forma equivocada de transporte (el método establecido los habría llevado a su destino 15 minutos más temprano), y como resultado, su penalización fue los normales 30 minutos menos el tiempo que ellos perdieron. Lake & Michelle debieron haber recibido también la misma penalización, pero como esto no afectó su ubicación como últimos, no fue cobrada.
    - Los equipos usan un medio de transporte completamente prohibido por la pista. (Tom & Terry, Temporada 10; Nathan & Jennifer, Temporada 12; Toni & Dallas, Temporada 13).

  - Tomar un atajo o una vía rápida cuando la pista específica que deben seguir un recorrido señalado. (Andre y Damon, Temporada 3).
  - Tomar más de una pista de la caja de pistas.(Freddy y Kendra, Temporada 6).
  - Conducir en el carro de otro equipo (Don y Mary Jean, Temporada 6).
  - Exceso de velocidad. Si una pista específica una velocidad máxima, un equipo que exceda esa velocidad recibe una penalización.(Gary y Dave, Chris y Alex, Temporada 2; Nick & Starr, y, Terrence & Sarah, Temporada 13).
  - Comenzando la Temporada 10 (y al parecer excluida de la nueva temporada "The Amazing Race 12" en Estados Unidos), cualquier equipo que llegue de último a una etapa no eliminatoria sería "marcado para eliminación" y (a menos que ellos lleguen primeros) de esta manera reciben una penalización de 30 minutos para ser aplicada al final de la siguiente etapa.
- Si un equipo se da cuenta de que ellos realizaron una infracción de la reglas antes de continuar a la siguiente tarea o a la parada, ellos pueden regresar al punto donde la infracción ocurrió y repetir la tarea según las reglas sin ninguna penalización fuera del tiempo perdido para regresar a la tarea, a menos que sus acciones hayan interferido con otro equipo, en cuyo caso una penalización es aún aplicada. Por ejemplo, el Retén Australiano de buscar cosas en la Temporada 2 fue inicialmente realizada incorrectamente por Blake y Wil, pero ellos volvieron a hacer el Retén correctamente, y llegaron a la parada sin ninguna penalización de tiempo adicional.
- Si un equipo toma las pertenencias de otro sin su autorización ya sea voluntaria o involuntariamente, ese equipo recibirá una penalización de 30 minutos (En la Temporada 18: Unfinished Business Flight Time & Big Easy tomaron el bolso de Ron & Cristhina y en la próxima etapa saldrían 30 minutos después ya que aquel incidente no se notificó a la parada y Fligh Time & Big Easy ya se habían registrado).
- Un equipo que omita o se salte un Indicador de Ruta o que realice una tarea incorrectamente usualmente no recibe una penalización; más bien, los competidores no tendrán la oportunidad de "registrase" en la parada y el presentador Phil Keoghan les dirá que tienen que completar las tareas evitadas. Ejemplos incluyen:
  - Derek & Drew perdieron la última tarea completamente en la Etapa 11 (Singapur-Vietnam) de la Temporada 3
  - Chip & Kim y Kami & Karli perdieron la pista de Detour en la Etapa 1 (USA-Uruguay) de la Temporada 5
  - A Meredith & Gretchen le hizo falta la pista hacia la Parada, y a Uchenna & Joyce les faltó una instrucción clave en el Retén anterior a la Parada, en la etapa 7 (Botsuana) de la Temporada 7.
  - A Ken & Tina no se fijaron en la caja de pistas antes de llegar a la parada y por ver a otro equipo llegar a los lejos a la parada se presentaron en la etapa 10 (Rusia) de la Temporada 13 y fueron obligados a buscar la caja de pistas
  - Una excepción a esto fue durante la Temporada 1, cuando Dave & Margaretta no se fijaron en la caja de pistas en la base de la Torre Eiffel. A través de una afortunada especulación y de la ayuda de otros equipos, ellos fueron capaces de alcanzar la Parada, pero fueron multados con una penalización de una hora.
- Hay una penalización más grande por dejar una tarea voluntariamente. En la temporada 6, Hayden y Aaron dejaron un Retén y recibieron una penalización de 4 horas. En la temporada 7, Rob y Amber, Ray y Deana, y, Meredith y Gretchen también dejaron un Retén y recibieron una penalización de cuatro horas que no comenzaba hasta que el siguiente equipo llegara a la tarea (4 horas más el tiempo que le toma al equipo siguiente que aún no ha llegado a la tarea, en llegar a esa tarea especificada). En la temporada 15, Flight Time & Big Easy se rindieron en el retén y voluntariamente lo dejaron recibiendo así una penalización de 4 horas.
- En la temporada 1, Nancy y Emily voluntariamente dejaron un Desvío y recibieron una penalización incluso más grande: 24 horas. También en la temporada 17 Nick & Vicki dejaron el Desvío en la etapa 10 y les fue aplicada una multa de 6 horas. La penalización para dejar un Desvío se redujo en la temporada 12.
- Si el vehículo de un equipo deja de funcionar y se avería sin su culpa, ellos deben solicitar un reemplazo de su vehículo sin recibir una penalización de tiempo. Sin embargo "no les es dado ningún tiempo extra por su espera en esta situación tan desafortunada". (Ver The Amazing Race 2 Trivia).
- A veces, los equipos son retrasados por dificultades de la producción. En las primeras temporadas, varios equipos eran premiados con tiempos extra a causa de tales dificultades.. Sin embargo, en la Temporada 8, dos equipos fueron parados a causa de baterías agotadas y no recibieron abonos de tiempo. La exactas condiciones que determinan si algún tiempo acreditado es dado o no son desconocidas.
  - Durante la Temporada 4 en la etapa 11: Jon y Al habían tratado de subirse al mismo vuelo de los otros 3 equipos, el cual tenía disponibles asientos de economía y con muchísimo tiempo antes de que el vuelo partiera. Sin embargo, problemas con el computador en el aeropuerto impidió que la tarjeta de crédito expedida por la producción fuera aceptada para los tiquetes de vuelo, y ellos fueron incapaces de conseguir ese vuelo, y tuvieron que tomar una que partía 2 horas después. Sobre la llegada, los otros tres equipos fueron retenidos por la producción en el aeropuerto de destino hasta que el siguiente vuelo que llevaba a Jon y Al llegara. La producción, esa vez, estaba insegura si el problema de la tarjeta de crédito fue su culpa, o algo fuera de su control, y de este modo, habían retenido a los equipos hasta que la producción pudiera consultar con todas las partes implicadas para determinar de quién era la culpa. Al final, la producción determinó que la culpa no fue suya sino una culpa del aeropuerto, y de esta manera ninguna adición de tiempo fue finalmente dada; entonces a Jon y Al les dijeron que esperaran la misma cantidad de tiempo que los otros equipos fueron detenidos. Lógicamente, si el error fuera una culpa de la producción, todos los equipos habrían sido permitidos ir al mismo tiempo.[7]
- Hay también penalizaciones que son emitidas pero que no afectan la posición de los equipos, sólo la hora el que ellos comienzan la siguiente etapa. Estos no son mencionadas en el show, pero a veces pueden ser determinadas de pistas visuales al tiempo de llegar a la parada y por el comienzo para ese equipo en la siguiente etapa.
- A un equipo que haya realizado cualquiera de las infracciones citadas anteriormente pero sin embargo llegue de último a una parada eliminatoria no le es cobrada la penalización, debido a la obvia redundancia de tal acto. Ejemplos incluyen:
  - Lake & Michelle (Temporada 9, después de tomar un bus a un destino cuando la pista especificaba un tren)
  - Kellie & Jamie (Temporada 10, después de un abandono de Retén voluntariamente cuando se dieron cuenta de que ellas ya estaban en último lugar)
- La mayoría de las penalizaciones son aplicadas cuando el equipo llega a la Parada, sin tener en cuenta donde ocurrió la penalización durante la etapa; el presentador pedirá al equipo hacerse a un lado y esperar afuera su penalización mientras otros equipos pueden llegar a la parada antes que ellos.
  - La penalización por abandono de Retén voluntariamente cuando al menos hay un equipo detrás tuyo, es tomada una vez el siguiente equipo llegue al Retén, a diferencia de ser cobrada en la Parada. Si no hay ningún otro equipo detrás de ellos, las 4 horas ganan acceso en la Parada más bien.
  - Las penalizaciones pueden ser aplicadas después de que todos los equipos se han "registrado" en la Parada, después de que el equipo de producción ha tenido una oportunidad de revisar todos los materiales proveídos por los equipos y el personal de video y audio haya sido consultado. El ejemplo más notable de esto fue durante la Temporada 3 cuando Heather y Eve, mientras llegaban a la Parada de primeros, violaron el requerimiento de la última pista para caminar a la Parada y en lugar de eso tomaron un taxi. Durante el siguiente episodio emitido, Phil es mostrado diciéndoles a los equipos en una obvia sobre grabación que ellos fueron "el n equipo en llegar", en lugar de lo usual "you are team number n" ("Son el equipo número n"), ya que la penalización de Heather y Eve no era conocida por ellos en la Parada en esa vez. Después de que el último equipo llegó, el episodio entonces corta la escena filmada algún tiempo después de que llegaran a la Parada, donde Phil explicaba la penalización contra Heather y Eve, y les informó que debido a esto, ellos eran eliminados de la carrera en lugar del último equipo que llegó.
  - Si un equipo completó un Avance Rápido incorrectamente o usó un Pase Directo para evitar el Avance Rápido, el equipo recibirá una penalización de 4 o 6 horas.

## Temporadas por versión

### Versión de Estados Unidos (Original)
| Temporada           | Número de continentes visitados | Número de países visitados | Número de ciudades visitadas | Kilómetros recorridos |
| ------------------- | ------------------------------- | -------------------------- | ---------------------------- | --------------------- |
| The Amazing Race 1  | 4                               | 9                          | 24                           | 56,326                |
| The Amazing Race 2  | 5                               | 8                          | 27                           | 83,684                |
| The Amazing Race 3  | 4                               | 12                         | 40                           | 65,981                |
| The Amazing Race 4  | 4                               | 9                          | 24                           | 70,809                |
| The Amazing Race 5  | 6                               | 12                         | 31                           | 115,870               |
| The Amazing Race 6  | 4                               | 11                         | 24                           | 64,372                |
| The Amazing Race 7  | 5                               | 10                         | 25                           | 64,372                |
| The Amazing Race 8  | 1                               | 4                          | 50                           | 17,702                |
| The Amazing Race 9  | 5                               | 10                         | 36                           | 94,949                |
| The Amazing Race 10 | 4                               | 13                         | 28                           | 64,372                |
| The Amazing Race 11 | 5                               | 9                          | 30                           | 72,419                |
| The Amazing Race 12 | 4                               | 10                         | 26                           | 48,279                |
| The Amazing Race 13 | 5                               | 8                          | 18                           | 64,372                |
| The Amazing Race 14 | 3                               | 9                          | 20                           | 64,372                |
| The Amazing Race 15 | 3                               | 9                          | 20                           | 40,233                |
| The Amazing Race 16 | 5                               | 9                          | 24                           | 64,372                |
| The Amazing Race 17 | 4                               | 10                         | 30                           | 51,498                |
| The Amazing Race 18 | 5                               | 9                          | 23                           | 64,372                |
| The Amazing Race 19 | 4                               | 7                          | 20                           | 57,936                |
| The Amazing Race 20 | 5                               | 9                          | 22                           | 57,936                |
| The Amazing Race 21 | 3                               | 9                          | 23                           | 40,233                |
| The Amazing Race 22 | 5                               | 10                         | 23                           | 48,000                |
| The Amazing Race 23 | 4                               | 9                          | 21                           | 56,000                |
| The Amazing Race 24 | 4                               | 9                          | 22                           | 56,000                |
| The Amazing Race 25 | 4                               | 20                         | 20                           | 42,000                |
| The Amazing Race 26 | 5                               | 8                          | 18                           | 56,000                |
| The Amazing Race 27 | 5                               | 10                         | 17                           | 55,000                |
| The Amazing Race 28 | 4                               | 10                         | 18                           | 43,000                |
| The Amazing Race 29 | 5                               | 9                          | 17                           | 58,000                |
| The Amazing Race 30 | 4                               | 10                         | 21                           | 47,000                |
| The Amazing Race 31 | 4                               | 10                         | 12                           | 40,000                |
| The Amazing Race 32 | 4                               | 11                         | 16                           | 53,000                |
| The Amazing Race 33 | 2                               | 7                          | 24                           | 35,000                |
| The Amazing Race 34 | 3                               | 8                          | 16                           | 18,000                |
| The Amazing Race 35 | 3                               | 8                          | 25                           | 38,300                |
| The Amazing Race 36 | 2                               | 8                          | 16                           | 18,847                |
| The Amazing Race 37 | 3                               | 9                          | 18                           | 47,000                |

### Versión de Asia
| Temporada               | Número de países visitados | Número de ciudades visitadas | Kilómetros recorridos |
| ----------------------- | -------------------------- | ---------------------------- | --------------------- |
| The Amazing Race Asia 1 | 8                          | 15                           | 39,000                |
| The Amazing Race Asia 2 | 10                         | 15                           | 51,534                |
| The Amazing Race Asia 3 | 6                          | 11                           | 21,600                |
| The Amazing Race Asia 4 | 8                          | 25                           | 23,613                |

### Versión de China
| Temporada                      | Número de continentes visitados | Número de países visitados | Número de ciudades visitadas | Kilómetros recorridos |
| ------------------------------ | ------------------------------- | -------------------------- | ---------------------------- | --------------------- |
| The Amazing Race: China Rush 1 | 1                               | 1                          | 8                            |                       |
| The Amazing Race: China Rush 2 | 1                               | 1                          | 10                           |                       |
| The Amazing Race: China Rush 3 | 1                               | 2                          | 11                           | 8,000                 |

### Versión de Canadá
| Temporada               | Número de continentes visitados | Número de países visitados | Número de ciudades visitadas | Kilómetros recorridos |
| ----------------------- | ------------------------------- | -------------------------- | ---------------------------- | --------------------- |
| The Amazing Race Canadá | 1                               | 1                          | 25                           |                       |

### Versión de Francia
| Temporada                                               | Número de continentes visitados | Número de países visitados | Número de ciudades visitadas | Kilómetros recorridos |
| ------------------------------------------------------- | ------------------------------- | -------------------------- | ---------------------------- | --------------------- |
| Amazing Race : la plus grande course autour du monde! 1 | 5                               | 7                          | 18                           | 50,000                |

### Versión de Israel
| Temporada            | Número de continentes visitados | Número de países visitados | Número de ciudades visitadas | Kilómetros recorridos |
| -------------------- | ------------------------------- | -------------------------- | ---------------------------- | --------------------- |
| HaMerotz LaMillion 1 | 3                               | 8                          | 16                           | 42,000                |
| HaMerotz LaMillion 2 | 2                               | 10                         | 18                           | n/d                   |
| HaMerotz LaMillion 3 | 4                               | 7                          | n/d                          | n/d                   |

### Versión de Brasil
| Temporada                              | Número de países visitados | Número de ciudades visitadas | Kilómetros recorridos |
| -------------------------------------- | -------------------------- | ---------------------------- | --------------------- |
| The Amazing Race: A Corrida Milionária | 2                          | 38                           | 15,000                |

### Versión de Noruega
| Temporada                  | Número de continentes visitados | Número de países visitados | Número de ciudades visitadas | Kilómetros recorridos |
| -------------------------- | ------------------------------- | -------------------------- | ---------------------------- | --------------------- |
| The Amazing Race Noruega 1 | 3                               | 8                          | 12                           | 50,000                |
| The Amazing Race Noruega 2 | 3                               | 6                          | 15                           | n/d                   |

### Versión de Filipinas
| Temporada                    | Número de continentes visitados | Número de países visitados | Número de ciudades visitadas | Kilómetros recorridos |
| ---------------------------- | ------------------------------- | -------------------------- | ---------------------------- | --------------------- |
| The Amazing Race Filipinas 1 | 1                               | 1                          | 14                           | 3,000                 |
| The Amazing Race Filipinas 2 | n/d                             | n/d                        | n/d                          | n/d                   |

### Versión de América Latina
| Temporada                                           | Número de países visitados | Número de ciudades visitadas | Kilómetros recorridos |
| --------------------------------------------------- | -------------------------- | ---------------------------- | --------------------- |
| The Amazing Race en Discovery Channel - Temporada 1 | 9                          | 33                           | 14.600                |
| The Amazing Race en Discovery Channel - Temporada 2 | 8                          | 34                           | 17.700                |
| The Amazing Race Latinoamérica - Temporada 3 SPACE  | 5                          | 13                           | 13.900                |
| The Amazing Race Latinoamérica - Temporada 4 SPACE  | 3                          | 11                           | 13.300                |
| The Amazing Race Latinoamérica - Temporada 5 SPACE  | 6                          | 14                           | 12.600                |
| The Amazing Race Latinoamérica - Temporada 6 SPACE  | 1                          | 13                           | 3.500                 |

### Versión de Australia
| Temporada                    | Número de continentes visitados | Número de países visitados | Número de ciudades visitadas | Kilómetros recorridos |
| ---------------------------- | ------------------------------- | -------------------------- | ---------------------------- | --------------------- |
| The Amazing Race Australia   | 4                               | 10                         | 23                           | 50,000                |
| The Amazing Race Australia 2 | 4                               | 9                          | 17                           | 65,000                |

## Países y sitios visitados
| Continente      | Países |
| --------------- | --- |
| Norteamérica    | Canadá, Estados Unidos (incluido Alaska y Puerto Rico) y México. |
| América Central | Costa Rica, Guatemala, Jamaica y Panamá. |
| Sudamérica      | Argentina, Bolivia, Brasil, Colombia, Chile, Ecuador, Perú, Paraguay, Uruguay y Venezuela |
| Europa          | Austria, Alemania, Croacia, Dinamarca, España, Estonia, Escocia, Finlandia, Francia, Grecia, Holanda, Hungría, Inglaterra, Irlanda, Islandia, Italia, Liechtenstein, Lituania, Noruega, Polonia, Portugal, República Checa, Rumania, Rusia, Suecia, Suiza, Turquía y Ucrania. |
| África          | Botsuana, Burkina Faso, Egipto, Etiopía, Ghana, Kenia, Madagascar, Marruecos, Mauricio, Mozambique, Namibia, Senegal, Seychelles, Sudáfrica, Tanzania, Túnez y Zambia. |
| Asia            | Bangladés, Camboya, China (incluido Hong Kong y Macao), Filipinas, India, Japón, Kazajistán, Kuwait, Malasia, Mongolia, Omán, Singapur, Sri Lanka, Corea del Sur, Tailandia, Taiwán, Emiratos Árabes Unidos y Vietnam.                                                        |
| Oceanía         | Australia, Estados Unidos (incluido Guam y Hawái) y Nueva Zelanda. |

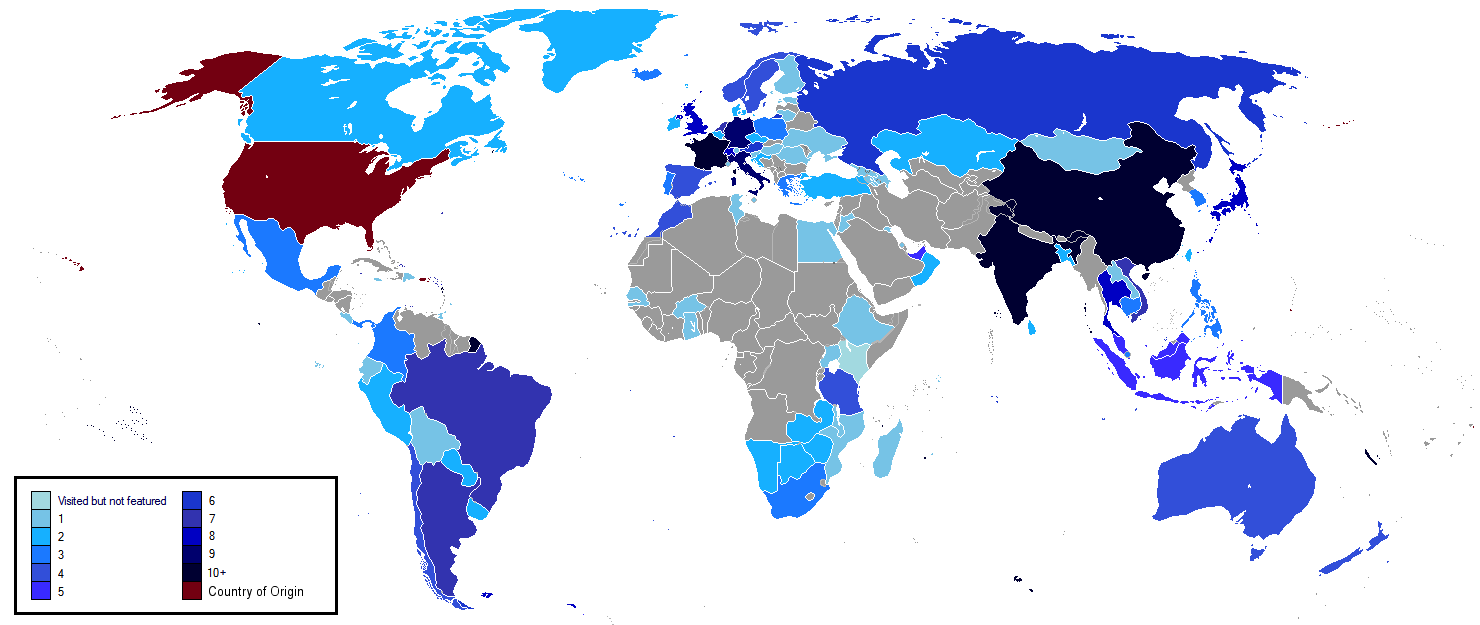
Los países que The Amazing Race ha visitado se muestran en color.

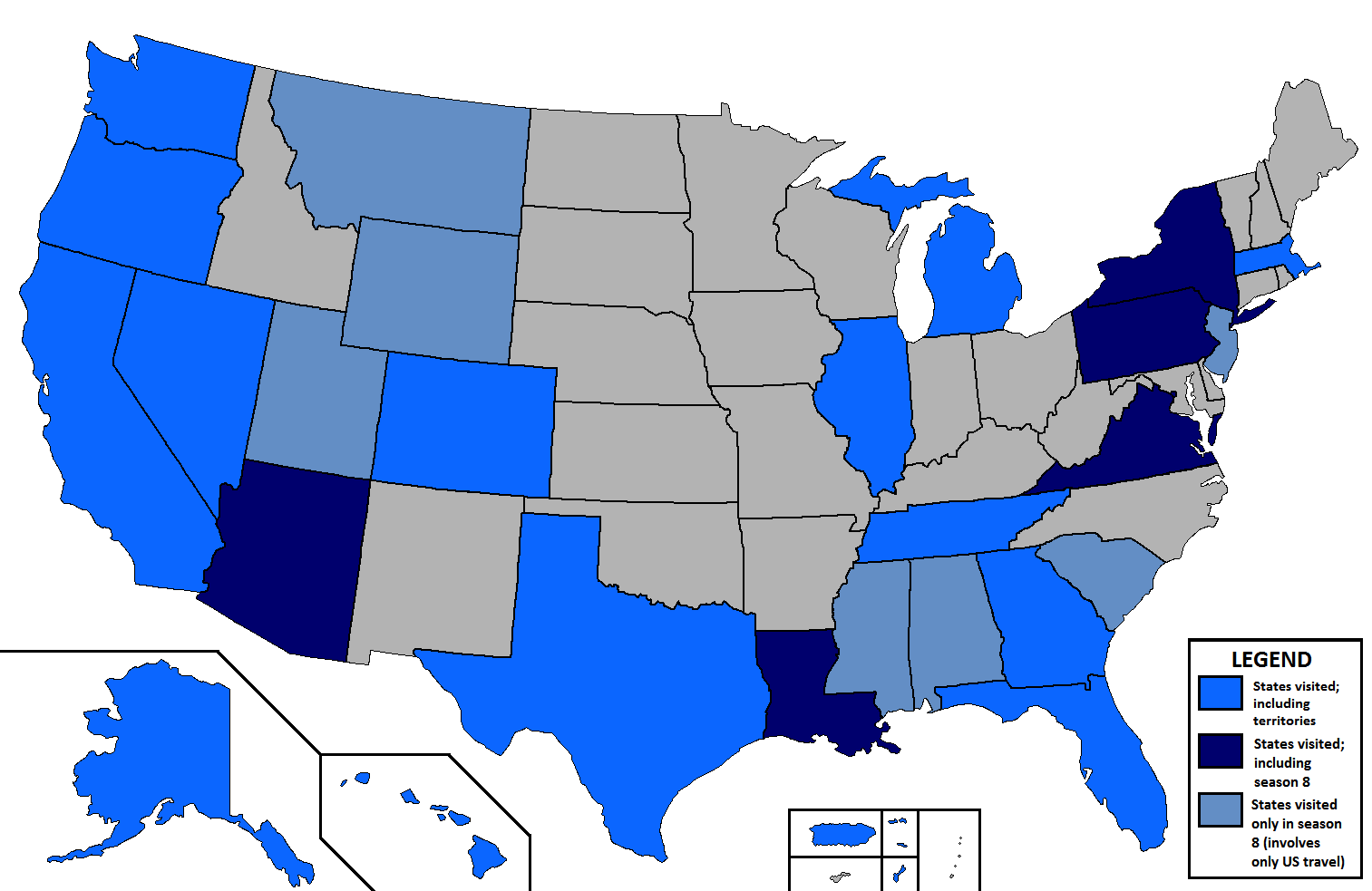
Localizaciones de comienzo y de final en Los Estados Unidos, y estados visitados. (Estados visitados sólo en La Edición Familiar son mostrados en un azul más claro.).

Nota: La tabla sólo incluye los países en los que se llevaron a cabo pruebas.

## Producción
La producción de The Amazing Race es un aspecto sumamente difícil, debido a que, a diferencia de otros programas de TV, el programa se mueve por todo el mundo. A pesar de tantas dificultades, el programa ha sido nominado y galardonado con varios Emmys por Cinematografía, Edición de Sonido y Mezclado, y Edición de imagen para un programa de no-ficción desde 2003.

### Antes de la carrera
La producción investiga muchas localizaciones para la carrera y envía gente a investigar posibles tareas y actividades que podrían realizar los equipos. La producción también debe trabajar con el gobierno local para adquirir los derechos de filmación y permisos necesarios para la carrera. La mayoría de las tareas son probadas por la producción para determinar la dificultad y el tiempo en cada una de ellas para decidir cómo filmarlas.
Los equipos son elegidos mediante un proceso de entrevistas de varios pasos, usualmente empiezan con entrevistas en las mayores ciudades. Una vez que los equipos han sido seleccionados, les proporcionan una lista de los países para los cuales necesitarán visa. Para evitar dar mucha información de los lugares que visitarán, la lista incluye más países de los que están planeados para viajar, para que los equipos no puedan planear dónde realmente estarán.
Para la ropa, generalmente se les pide a los equipos planearla para vestirse de la misma manera, por lo menos en las primeras etapas, esto para ayudar con la diferenciación de los equipos y para tener su propia identidad. Algunos equipos llevaban camisetas con sus nombres o un dibujo representativo durante los primeros días para facilitar su reconocimiento (algunos ejemplos son: Bill y Joe de la temporada uno, Ken y Gerard, y Aaron y Ariane de la temporada 3, Marshal y Lancen, y Lida y Karen de la temporada 5; Erwin y Godwin de la temporada 10; Jet & Cord de la temporada 16), pero esto no es obligatorio.
Unos días antes de la carrera piden a los equipos preparar sus mochilas para la carrera, y la producción verifica el contenido, quitando cualquier artículo prohibido por la carrera. Durante el día anterior o el día de la carrera, los equipos entonces vuelan a la ciudad real de partida y a la línea de inicio.
Antes de que en realidad comience la carrera, los equipos al salir (a pie) de la línea de partida, lo hacen varias veces para conseguir varias escenas de los equipos tanto en el primer plano como compitiendo desde lejos.

### Durante la carrera
Cada equipo es acompañado por dos personas del equipo de rodaje (un camarógrafo y un técnico de sonido), quienes deben acompañar al equipo en todo momento, excepto hasta la Parada en Ruta y en ciertos Desvíos o Retenes. El personal de filmación se rota entre los equipos en cada parada a fin de evitar posibles favoritismos. Este personal de sonido y vídeo debe ser capaz de viajar con el equipo cuando toman cualquier medio de transporte. Incluso se puede ver que los equipos siempre piden dos billetes pero que, en realidad, tienen que comprar 4 billetes, los otros dos para el equipo de filmación acompañante. A veces algún equipo pide 4 billetes, por lo que tienen que volver a filmar la escena pidiendo sólo dos. El personal de filmación debe ser testigo invisible de la acción.
De la misma manera, el personal de filmación puede pedir que los equipos repitan ciertas acciones durante la carrera para conseguir mejores tomas (como bajarse o subirse de un taxi),o para ajustar los micrófonos que lleva cada miembro de los equipos. Estas circunstancias pueden acarrear "problemas de producción", los cuales son notificados al equipo cuando alcanzan la Parada en Ruta.
Muchos Desvíos y Retenes utilizan cámaras especiales para conseguir escenas más dramáticas de los concursantes desempeñando una prueba, como mini-cámaras en el casco en escalada, haciendo rapel o esquiando. Los productores también disponen de helicópteros y de grúas rodantes para obtener imágenes panorámicas. Además existen cámaras preparados en las zonas clave del programa, como los lugares donde se recogen las pistas, los Retenes y Desvíos, los cuales sirven de apoyo a los técnicos que acompañan a los equipos y así conseguir mejores tomas.
- Si un equipo tiene relación con una persona no concursante, necesitará que el equipo de rodaje obtenga su consentimiento por escrito para ser filmado. El material obtenido sin consentimiento no se usa y la persona en cuestión no aparece en el programa.

- El equipo de producción debe llegar al país un día (o a lo sumo medio día) antes que los concursantes; sin embargo, en algunas ocasiones el equipo de producción incluyendo a Phil Keoghan ha volado con ellos. Mientras los equipos compiten, la producción prepara planos de Phil describiendo varias tareas, y se prepara para la llegada a la parada en ruta. En pocas ocasiones, el equipo de producción llega justo antes de que los equipos lleguen a la parada en ruta.

- Mientras se encuentra en un país, varios equipos de producción mantienen informados del estado de cada equipo para preparar la posición (ubicación) para la llegada. Por ejemplo, las cajas de pistas son instaladas sólo minutos antes de que el primer equipo llegue para impedir que las personas que no participan en la carrera se vean involucradas o roben las pistas. Además, cualquier penalización o tareas omitidas son retransmitidas al equipo en la línea de Parada, de modo que Phil pueda informar a los equipos de manera apropiada. Una vez que los equipos han llegado a la línea de parada, la producción verifica y comprueba si se le aplica a algún equipo una penalización.

- Cuando los equipos se registran, deben abandonar el área en que se encuentra la línea de Parada, aunque durante la Temporada 1 esto, por lo general, no ocurre; normalmente los equipos se quedan dando vueltas cerca la línea de Parada para saludar a los que van llegando. El equipo eliminado por lo general tiene la posibilidad de despedirse de los participantes restantes, antes de marcharse al lugar conocido como "Sequesterville" donde les permiten relajarse y ver como se va desarrollando la carrera (aunque con restricciones), hasta que vuelan a la ciudad en la que termina la carrera.[11]

- El cuarto equipo y algunas veces el quinto no van a Sequesterville; en cambio, pueden acompañar a la producción, ya sea a través de las últimas etapas como ir a la Línea Final con los demás equipos, o se les pide que sirvan de "señuelo", normalmente volando hacia la ciudad final o una ciudad diferente con un equipo de producción, un día antes de que lleguen los 3 equipos finalistas, para evitar posibles chivatazos de la identidad de los equipos finalistas.

Sequesterville en las diferentes ediciones del programa:
- 1.ª ed.: París
- 2.ª y 6.ª eds.: Cancún
- 3.ª y 4.ª eds.: Lisboa
- 5.ª ed.: Chiang Mai
- La Línea Final se suele ubicar en un lugar aislado, y planificado para que los equipos lleguen al mediodía de un día de semana entre lunes y viernes, o temprano en sábado o domingo, para reducir los posibles avistamientos de los equipos finales.

### Después de la carrera
- Todos los equipos son compensados por el tiempo perdido en sus trabajos, aunque la cifra es confidencial y no divulgada. Como en la mayoría de los Reality Shows, los equipos no están autorizados a revelar su participación en la carrera hasta que el episodio de su eliminación, o en el caso de los 3 equipos finales, después de que La Línea Final, hayan sido emitidos. Incluso después de emitido el episodio de su eliminación, los equipos no están autorizados para revelar ningún suceso, eliminación, o los ganadores de la competencia. En el pasado, los equipos eliminados eran entrevistados en The Early Show de la CBS en el día después de la emisión del capítulo de su eliminación, aunque esta práctica ha sido incluida o eliminada en temporadas posteriores.

- Cada episodio es trabajado por un equipo de editores tan pronto como comienza la carrera;[12] por lo tanto, generalmente no hay "arcos", a menos que lo hayan desarrollado a lo largo de un episodio anterior (por ejemplo, la aversión de la mayoría de los equipos en la Temporada 1 hacia Joe y Bill, o los llamados Six Pack/Backpack, alianza entre David y Mary, Lyn y Karlyn, y Erwin y Godwin Temporada 10).

Los créditos de introducción de la Temporada 1 usa una combinación de imágenes de las localizaciones en la carrera y equipos, tanto posando como desempeñando algún reto en la carrera. Sin embargo, muchos aficionados fueron capaces de deducir el orden de eliminación simplemente basados en esas imágenes de los retos. Desde entonces, la secuencia de introducción usa una combinación de locaciones tanto de la carrera actual como de carreras pasadas, y solo a los equipos posando en sus hogares o ciudades de residencia, reduciendo los posibles espóileres en la introducción.
En dos momentos de la carrera, un desastre natural ha ocurrido en lugares por los que estuvo la carrera, pero antes de la primera emisión de esa competencia; específicamente el tsunami del 2004 que golpeó Sri Lanka después de la Temporada 6, y el Huracán Katrina que asoló New Orleans después de la Temporada 8. En el último caso, uno de los equipos competidores, la Familia Schroeder, perdieron su hogar en el evento. En ambos casos, los episodios que han incluido etapas de la carrera en éstas áreas, han dado un momento para reflexionar sobre ese momento natural con textos y voz en off de Phil para enviar sus condolencias a las personas del país/área afectados.

## Trivialidades
- Cada equipo es acompañado por un camarógrafo y una persona de sonido a lo largo de la carrera. Cuando adquieren los tiquetes, los equipos también deben comprarlos para su equipo de cámara. En el programa, muestran a los equipos solamente solicitando dos tiquetes, de modo que ellos no rompen la barrera que hay entre público y personajes que están detrás del televisor (es decir no compran los cuatro tiquetes para no mostrar que ahí están los camarógrafos y su demás equipo de cámara)
- También, por razones similares, el show se asegura de, prácticamente, no mostrar a los equipos de cámara al punto en que los camarógrafos han sido removidos digitalmente de la pantalla en posproducción.  Ocasionalmente, se muestra al personal de la carrera a los televidentes, la mayor de las veces fue notablemente durante la Temporada 7 donde el camarógrafo de Brian y Greg fue mostrado acostado en el suelo después de sufrir heridas menores en un accidente de auto.
- Los equipos de cámara y sonido alternan de equipos después de cada etapa.
- Se sabe que el presentador Phil Keoghan toma el mismo vuelo que los equipos en varias etapas de la carrera.
- Los equipos eliminados son a menudo enviados "un lugar aislado" (sequesterville), una locación externa a la carrera donde ellos se relajan y hacen excursiones, van de turismo hasta que la carrera termine.[11] Los equipos eliminados, al acercarse el fin de la carrera, son llevados a la ciudad en la que terminará y les piden realizar unas etapas "trampa" en la misma o diferentes ciudades de Estados Unidos para enmascarar a quienes son los 3 equipos finalistas y cuál es la ciudad final.
- Los equipos reciben compensación monetaria por el tiempo en que están lejos de sus trabajos hasta que vuelvan a casa. Incluso después de que la carrera se emite, sin embargo, la cantidad es aún requerida para que la información permanezca confidencial.
- Los créditos que abren el programa presentan escenas y localizaciones de temporadas pasadas y de la actual temporada.
- Los equipos necesitan recibir visas de viaje antes de tiempo para los países que visitarán. Sin embargo, para mantener las cosas igual de sorprendentes como sea posible, la producción obtendrá visas de más países de los que están realmente en el itinerario. De esa forma, los destinos finales siguen en secreto.
- Antes de que la carrera realmente comience, los equipos son filmados varias veces corriendo desde la línea de salida, para conseguir diferentes primeros planos y ángulos de todos los equipos.[9]
- La personalidad "local" quien saluda a los equipos en Filipinas en la Temporada 5 es la hija de la Presidente del país, Gloria Arroyo.
- Lyn & Karlyn y Dustin & Kandice de la Temporada 10 ambos equipos alcanzaron los cuatro equipos finales de esa temporada, marcando la primera vez que dos equipos de sólo mujeres lo han logrado. Uno o ambos de estos equipos será el primer equipo de solo mujeres en correr en la etapa final y (con toda probabilidad) cruzar la meta. En las primeras 9 Temporadas, dos equipos de sólo mujeres terminaron de 4°: Linda & Karen (Temporada 5) y la Familia Godlewski (Temporada 8).

## Acogida del público

### Audiencia televisiva
Rankings por temporada (basado en el promedio del total de televidentes por episodio) de Amazing Race en la CBS.
| Temporada            | Franja horaria                                  | Estreno de temporada     | Final de temporada       | Temporada de televisión | Rank | Televidentes (en millones) |
| -------------------- | ----------------------------------------------- | ------------------------ | ------------------------ | ----------------------- | ---- | -------------------------- |
| 1.ª                  | Miércoles 9:00PM                                | 5 de septiembre de 2001  | 13 de diciembre de 2001  | 2001-2002               | #73  | 8.8                        |
| 2.ª                  | Miércoles 9:00PM                                | 11 de marzo de 2002      | 15 de mayo de 2002       | 2001-2002               | #49  | 10.3                       |
| 3.ª                  | Miércoles 9:00PM                                | 2 de octubre de 2002     | 18 de diciembre de 2002  | 2002-2003               | #71  | 8.98                       |
| 4.ª                  | Thursday 8:00PM                                 | 29 de mayo de 2003       | 21 de agosto de 2003     | 2002-2003               | N/A  | 8.32                       |
| 5.ª                  | Tuesday 10:00PM                                 | 6 de julio de 2004       | 21 de septiembre de 2004 | 2003-2004               | N/A  | 10.73                      |
| 6.ª                  | Tuesday 9:00PM                                  | 16 de noviembre de 2004  | 8 de febrero de 2005     | 2004-2005               | #31  | 11.54                      |
| 7.ª                  | Tuesday 9:00PM                                  | 1 de marzo de 2005       | 10 de mayo de 2005       | 2004-2005               | #25  | 13.05                      |
| 8.ª (Family Edition) | Tuesday 9:00PM                                  | 27 de septiembre de 2005 | 13 de diciembre de 2005  | 2005-2006               | #42  | 10.8                       |
| 9.ª                  | Tuesday 9:00PM Tuesday 10:00PM Miércoles 8:00PM | 28 de febrero de 2006    | 17 de mayo de 2006       | 2005-2006               | #56  | 9.1                        |
| 10.ª                 | Domingo 8:00PM                                  | 17 de septiembre de 2006 | 10 de diciembre de 2006  | 2006-2007               | #31  | 11.5                       |

## Críticas
A pesar de la popularidad de The Amazing Race, el show no está exento de críticas y controversias. Los principales problemas incluyen:
- La reunión de los grupos, en donde los equipos son constantemente agrupados (y todos vuelven a quedar en el mismo lugar) debido a los obstáculos tales como vuelos fleteados y horarios de operación de negocios pre-planeadas que los equipos deben usar para completar las tareas (cuando llegan a un lugar y está cerrado, todos se vuelven a reunir mientras esperan a que abran). Mientras todas las versiones de la carrera han sufrido tales problemas, muchos aficionados sienten que las temporadas recientes (y la Temporada 6 particularmente) tuvieron más de los normales o tal vez, más de los necesarios. Sin embargo, la reunión de los equipos también agrega un interminable suspenso que muchos sienten que les faltó a las primeras temporadas. La reunión de los equipos también ayuda a la producción a prevenir el tener que mantener al equipo de cámara por ahí más de un día en un país mientras tratan también de operar en un segundo país, como lo ocurrido durante la Temporada 1. Igualmente, las temporadas posteriores incluyeron varios puntos donde los equipos fueron separados en grupos específicos, con los equipos llegando más temprano eran capaces de irse en algún transporte antes que los otros, solo para que todos llegaran a un punto de reunión que hizo que la separación careciera de sentido.
- El polémico, arrogante, y a veces abusivo comportamiento presentado por ciertos jugadores, más notablemente en Colin (Temporada 5), Jonathan (Temporada 6), Peter (Temporada 10) y Justin y Chris & Logan (Temporada 27).
- El afortunado casting de los equipos en donde los productores han tendido a seleccionar modelos, actores, y más recientemente estrellas de pasados reality shows. Por ejemplo, la Temporada 5 presentó sólo un participante de un pasado reality show (Alison estuvo en Big Brother (Gran Hermano)), la Temporada 7 presentó a tres participantes de pasados reality shows (Brian estuvo en Fear Factor; Rob y Amber han estado en múltiples ediciones de Survivor) y la Temporada 30 presentó a dos participantes de un pasado reality show (Cody N. y Jessica G. han estado juntos en Big Brother (Gran Hermano), en otra temporada). De hecho, muchos equipos tuvieron conexiones con los productores o con participantes pasados, restándole importancia al proceso estándar de aplicación. Por ejemplo Dennis y Erika (Temporada 5) habían conocido a John Vito y Jill que participaron en la (Temporada 3) por muchos años y un número de competidoras de concursos de belleza habían competido entre sí en tales concursos.
- La facilidad de las pistas en temporadas posteriores. Por ejemplo, en la Temporada 1 la mayoría de Marcadores de Ruta contenían pistas acerca de la siguiente localización, no específicamente diciendo la localización. En recientes temporadas pocas han sido las pistas que los equipos tuvieron que descifrar.
- El diseño de los retos, especialmente en competiciones con comida. Las recientes temporadas han enfatizado en concursos de mal gusto en los que los concursantes deben comer, que recuerdan a Fear Factor, en lugar de centrarse en el aspecto cultural de la prueba. En particular, mientras el show intenta introducir a los equipos a otras culturas, el volumen de comida que tienen que comer está muy encima de la cantidad normal para ese plato, y ha llevado a los miembros de los equipos a náuseas y, particularmente en el caso de la tarea de caviar en Rusia durante la Temporada 5, se extendió las paradas para permitir que los competidores se recuperaran.
- Otro reto comúnmente criticado involucra las tareas de búsquedas, generalmente del tipo en donde sólo X artículos contenían posibles localizaciones, también referidas como el tipo de retos "aguja en un pajar". Normalmente estas tareas pueden llegar a ser más fáciles para los últimos equipos que llegan por simples estadísticas, pero en algunos casos, se les dice a los competidores que vuelvan a poner los artículos a buscar como estaban, tales que estos cambios sean peores para los últimos equipos. Aunque es una tarea común del show, en las recientes temporadas se ha visto un amplio número de estas tareas en una única carrera (con 4 tareas obligatorias de esta índole en la Temporada 9, y también han conducido a la eliminación de los equipos favoritos de los aficionados (Lena & Kristi en la Temporada 6 y la familia Gaghan en la Temporada 8).
- La implementación de la "Retención" ha sido criticada por quitar la habilidad única de cada equipo de controlar su propio destino en un reality en lugar de estar a la merced de sus enemigos como en el show Survivor.
- La emoción de los Fast Forwards (Avances Rápidos) de todas las etapas, el cual ha cambiado las tácticas de usar esta señal de ruta. En temporadas previas, con los Avances Rápidos disponibles en cada etapa, había mucha más estrategia involucrada para tomar uno, incluyendo usarlo si tenías una menor herida o si necesitabas recuperarte, o si estabas atrás del resto de grupos y necesitabas alcanzarlos. Desde la Temporada 5, con sólo dos Avances Rápidos existentes (por temporada), la única estrategia en su uso es que si tu eres el primer equipo en alcanzarlo, es tu beneficio usarlo sin tener en cuenta ni cual pueda ser la ventaja en el estado actual de tu equipo. Se especula que la razón de esto es a causa de la posibilidad que ningún equipo tratara de conseguir un Avance Rápido en una etapa en particular, como ocurrió varias veces en las primeras cuatro temporadas, lo que hizo que se desperdiciara el dinero invertido en su colocación.
- En las temporadas 7 y 8, los ganadores fueron revelados escandalosamente ya que hubo apuestas en línea mucho antes de la emisión del episodio final.
- El carácter aleatorio de competencia entre los conductores de taxi. En muchos casos, el éxito o fracaso de un equipo depende de la habilidad de sus conductores de taxi de entender el inglés, encontrar la correcta localización, conducir por una ruta eficiente y evitar atascos en el tráfico. Los equipos obviamente no tienen mucho control sobre esto.
- Exceso de publicidad indirecta, particularmente en las últimas temporadas. Las Temporadas 7, 9, 12 y 14 presentaron un reto de buscar el "Roaming Gnome" de Travelocity (El "gnomo desplazador", la mascota oficial de Travelocity) o simplemente tenían que cogerlo como en las Temporadas 11, 13 y 15. La Temporada 8 tuvo a los equipos conduciendo en GMC Yukons, visitando una estación de gasolina BP que no presentó ningún reto en particular, recibiendo pistas de casillas de correo AOL(hecho también en la Temporada 6) y completando un reto con lujosos carritos de golf Buick. En la Temporada 9, los concursantes condujeron unos Mercedes SUVs en varios puntos de la carrera, y en una tarea tuvieron que encontrar y usar una linterna con pilas Duracell. De acuerdo a una artículo de Backstage.com, tanto The Amazing Race: Family Edition como The Amazing Race 7, estuvieron por separado entre el top 10 de shows de televisión con la mayor publicidad indirecta en 2005.[24]
- En la Temporada 10, AOL repetidamente envía correos de avance para próximos episodios, revelando quién había sido eliminado.

## Emisores
The Amazing Race se emite en varias cadenas de televisión internacionales. En Latinoamérica a través de AXN y Space. En España se emitió a través de la TDT en el canal Sony Entertainment Television en Veo y posteriormente en Be Mad.